# ألما (مغنية فرنسية)
ألما (مواليد 27 سبتمبر 1988) هي مغنية وكاتبة أغاني فرنسية.